# Noemi Signorile
Noemi Signorile (ur. 15 lutego 1990 w Turynie) – włoska siatkarka, reprezentantka kraju, grająca na pozycji rozgrywającej. 

## Sukcesy klubowe
Klubowe Mistrzostwa Świata:
- 2010

Superpuchar Włoch:
- 2011

Mistrzostwo Włoch:
- 2011
- 2015

Puchar Włoch:
- 2015

Puchar CEV:
- 2017

Mistrzostwo Rumunii:
- 2018

Puchar Rumunii:
- 2018

Mistrzostwo Francji:
- 2019

## Sukcesy reprezentacyjne
Mistrzostwa Europy Kadetek:
- 2007

Mistrzostwa Europy Juniorek:
- 2008

Piemonte Woman Cup:
- 2010

Puchar Świata:
- 2011

Igrzyska Śródziemnomorskie:
- 2013

## Nagrody indywidualne
- 2010: Nagroda Arnaldo Eynarda - (najlepsza siatkarka do lat 20)